# Rue Saint-Remy
La rue Saint-Remy est une ancienne petite rue piétonnière de la ville de Liège en Belgique.

## Odonymie
La rue doit son nom à l'ancienne église Saint-Remy, qui s'élevait à l'angle de la place Saint-Jacques et de la rue du Vertbois, à l'emplacement de l'actuel no 88, rue du Vertbois.

## Situation et accès
Elle va de la place Saint-Paul à l'avenue Maurice Destenay. Au no 10 se trouve la cour Saint-Remy, regroupant des petites maisons recomposées à partir d'éléments du XVIIIe siècle.

## Galerie

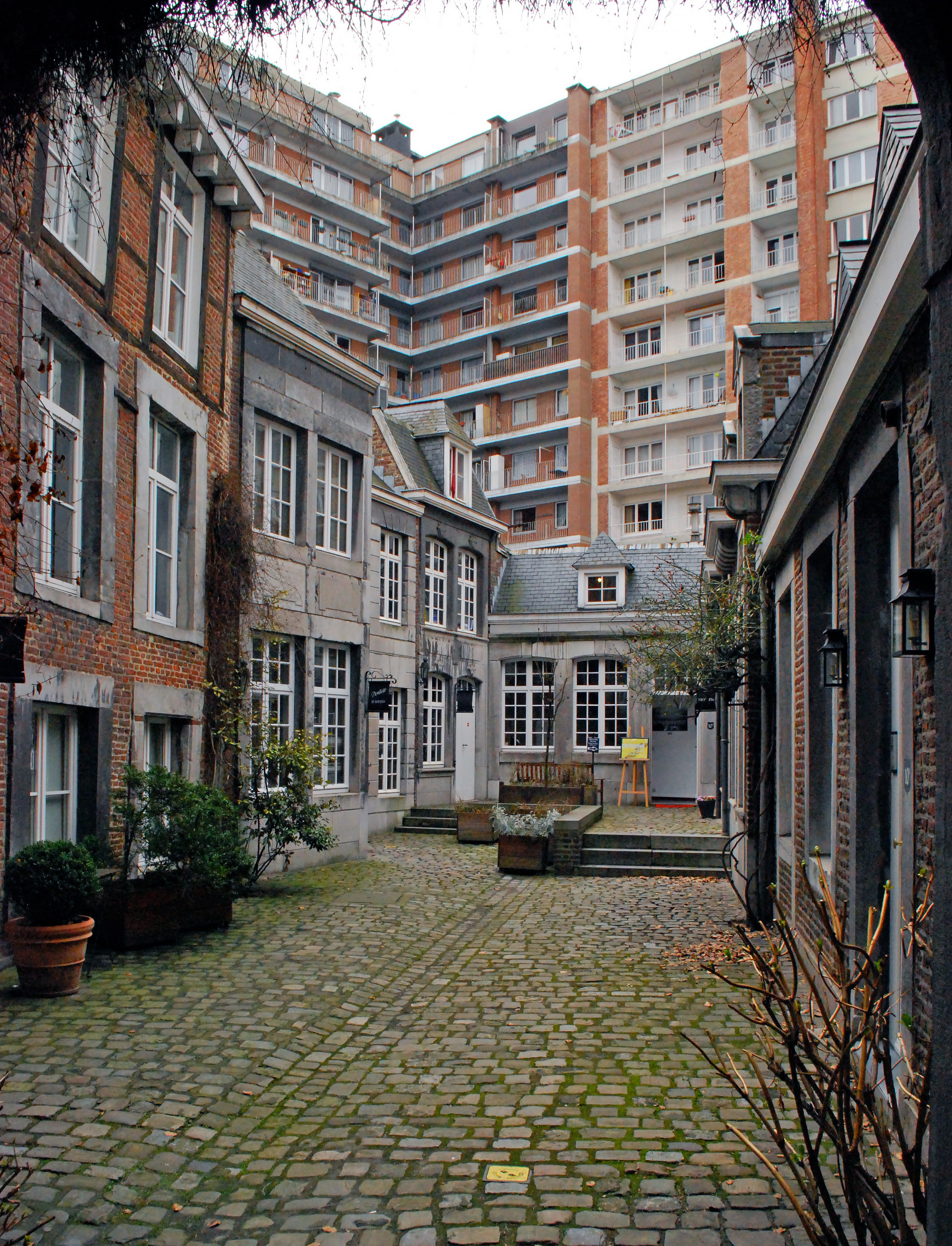
Intérieur de la cour Saint-Remy.
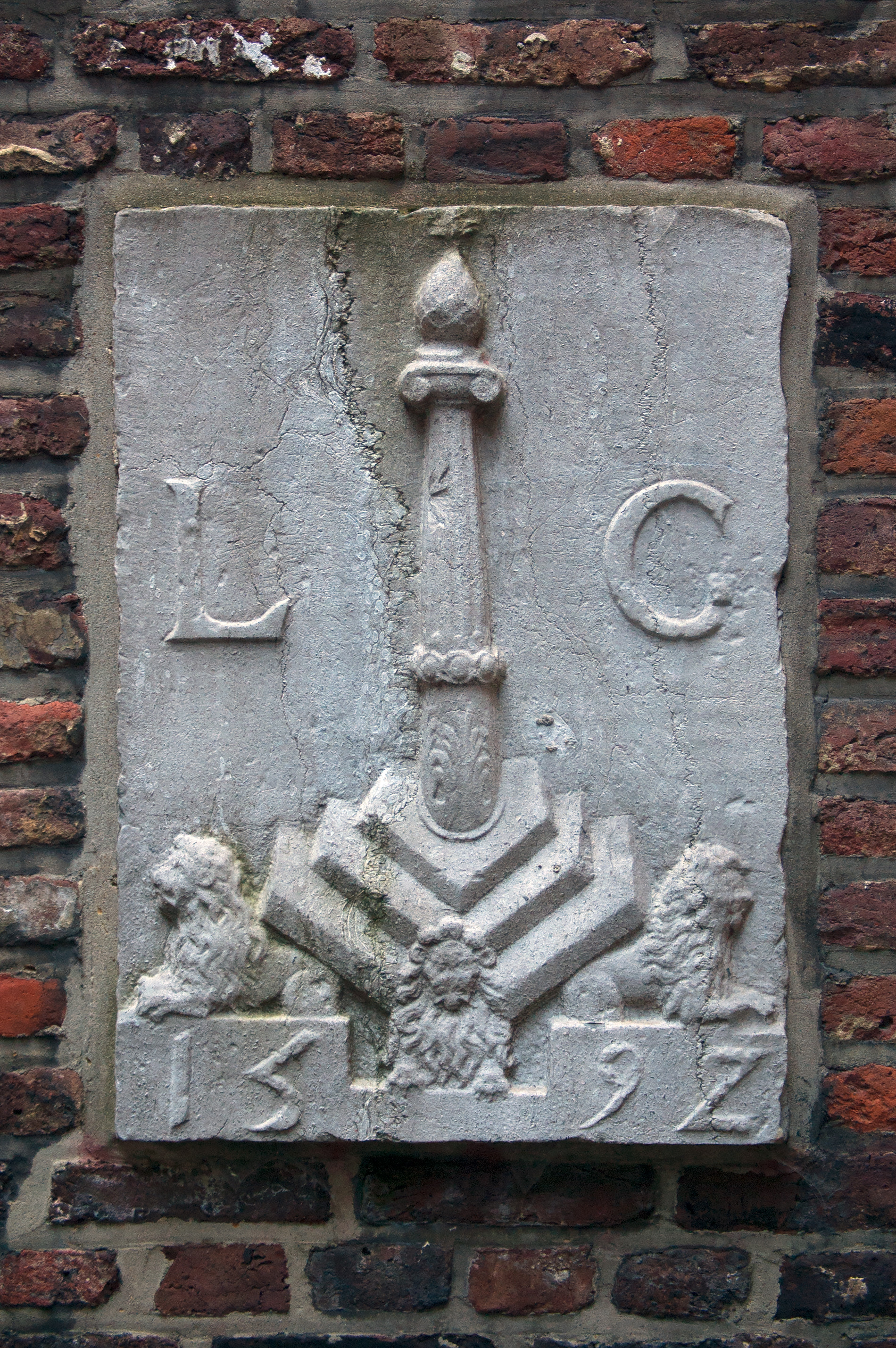
Pierre portant les armes de Liège datée de 1592 et replacée à l'entrée de la cour Saint-Remy. Provenant à l'origine de la porte Saint-Martin, elle est récupérée du rue des Bégards no 4 lors de la création de la cour[3].